# کانیسکیو
کانیسکیو (به ایتالیایی: Canischio) یک کومونه در ایتالیا است که در استان تورین واقع شده‌است.

## خصوصیات
کانیسکیو ۱۱٫۷ کیلومترمربع مساحت و ۳۰۱ نفر جمعیت دارد و ۶۵۹ متر بالاتر از سطح دریا واقع شده‌است.